# НКЛ-27

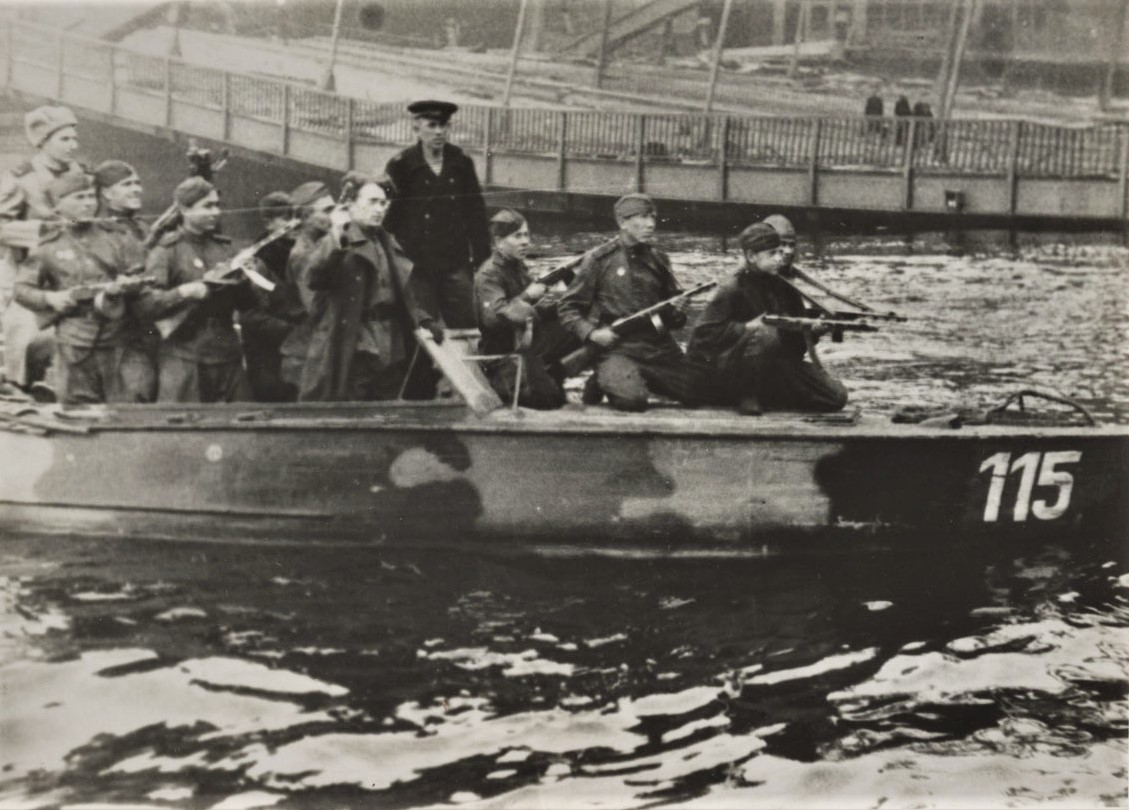
Полуглиссер ПГ-115 (командир старшина 1-й статьи Михаил Зеленер) 1-го отдельного отряда полуглиссеров Днепровской военной флотилии на р. Шпрее. Апрель 1945 года. Берлин

НКЛ-27 (Наркомлес-27) — деревянный прогулочно-туристический и служебно-разъездной катер-полуглиссер, спроектированный в ЦКБ Главлесмаша Д. Т. Карповым в 1935 году и использовавшийся во время Великой Отечественной войны под обозначением «ПГ».
Катера массово строились на Сосновском судостроительном заводе Наркомсудпрома/Минсудпрома СССР и заводе № 42 Главлесмаша Министерства лесной промышленности СССР в разной комплектации. Катера, оборудованные тентом и отделанные ценными породами древесины, были построены небольшой серией (30 ед.) и предназначались для ведомственных дач, домов отдыха и санаториев.
Полуглиссер НКЛ-27 предназначен для разведки реки, для связи и для выполнения вспомогательных работ при устройстве переправ.
Полуглиссер НКЛ-27 входит в группу моторных средств понтонного парка Н2П (Н2П-41, Н2П-45).

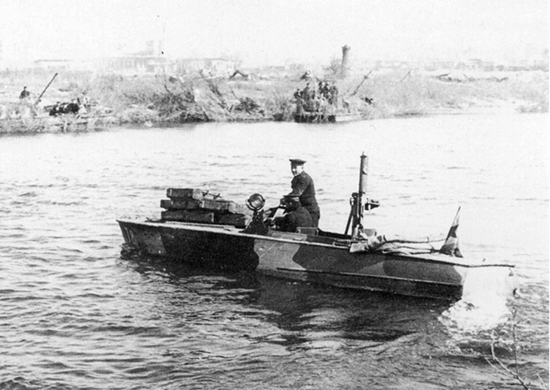
Полуглиссер ПГ-78 Днепровской военной флотилии перевозит снаряды во время боев по освобождению Пинска

## Техническое описание
- водоизмещение — 1,45 т;
- размеры — 7,2х1,75х0,55 м;
- двигатель — автомобильный, карбюраторный, ГАЗ М-1;
- мощность двигателя — 50 л. с;
- скорость — 35-37 км/ч;
- дальность плавания — 250 км;
- экипаж — 2 чел.
- пассажировместимость — 5 чел.
- вооружение — 1x7,62 мм